# Ataque a comboio de Angola em 2001
O ataque a comboio de Angola em 2001 foi um atentado ocorrido durante a Guerra Civil Angolana a 10 de agosto de 2001, quando os guerrilheiros da União Nacional para a Independência Total de Angola (UNITA) descarrilaram um comboio que viajava entre as cidades de Zenza e Dondo com uma mina antitanque, e em seguida, atacaram os passageiros com armas de fogo.

## História
A Guerra Civil Angolana ocorria desde 1975 e era um legado da Guerra Fria. Como parte dos seus esforços contínuos para derrubar o governo, o ataque ao comboio em Angola ocorreu a 10 de agosto de 2001, quando um comboio com passageiros em Angola foi atingido por uma mina antitanque, que foi implantada no local pelos guerrilheiros da União Nacional para a Independência Total de Angola. Após o seu descarrilamento, os rebeldes atiraram nos passageiros, matando cerca de 250 pessoas das 500 que estavam no comboio. O ataque ocorreu a cerca de 150 quilómetros a sudeste da capital, Luanda. A 16 de agosto de 2001, os membros do Conselho de Segurança das Nações Unidas condenaram fortemente o ataque, declarando que foi um "ataque terrorista".
No dia 13 de agosto de 2001, a UNITA assumiu a responsabilidade pelo atentado.